# Station Crewe
Crewe is een spoorwegstation van National Rail in Crewe, Crewe and Nantwich in Engeland. Het station is eigendom van Network Rail en wordt beheerd door Avanti West Coast. Het station is geopend in 1837.
Na station Crewe splitst de North Wales Coast Line zich af van de West Coast Main Line.

## Afbeeldingen

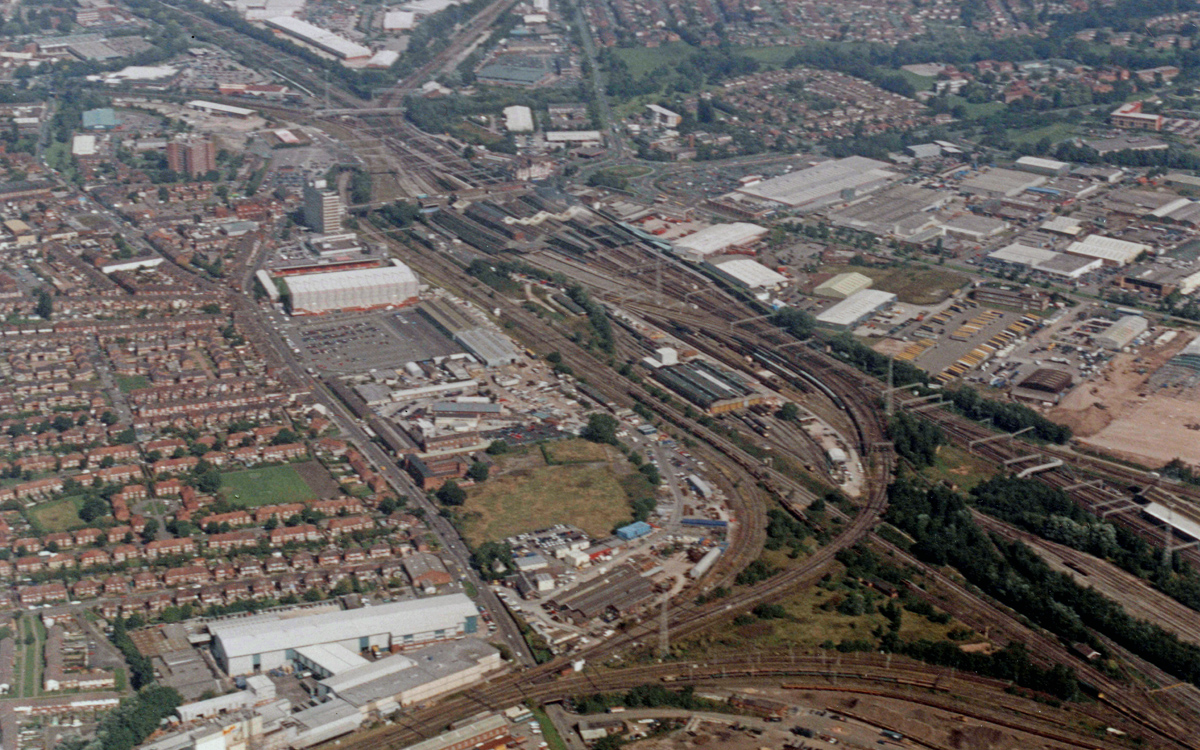
Station Crewe vanuit de lucht, met spoorlijnen in diverse richtingen
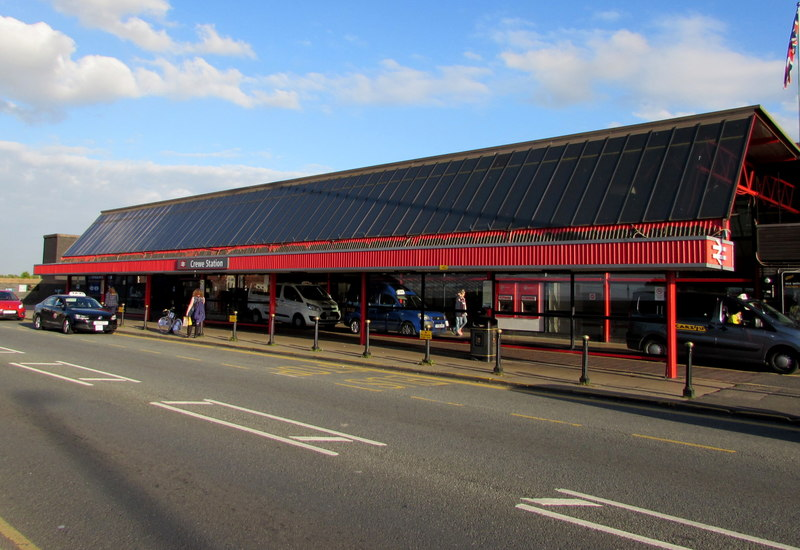
Voorgevel
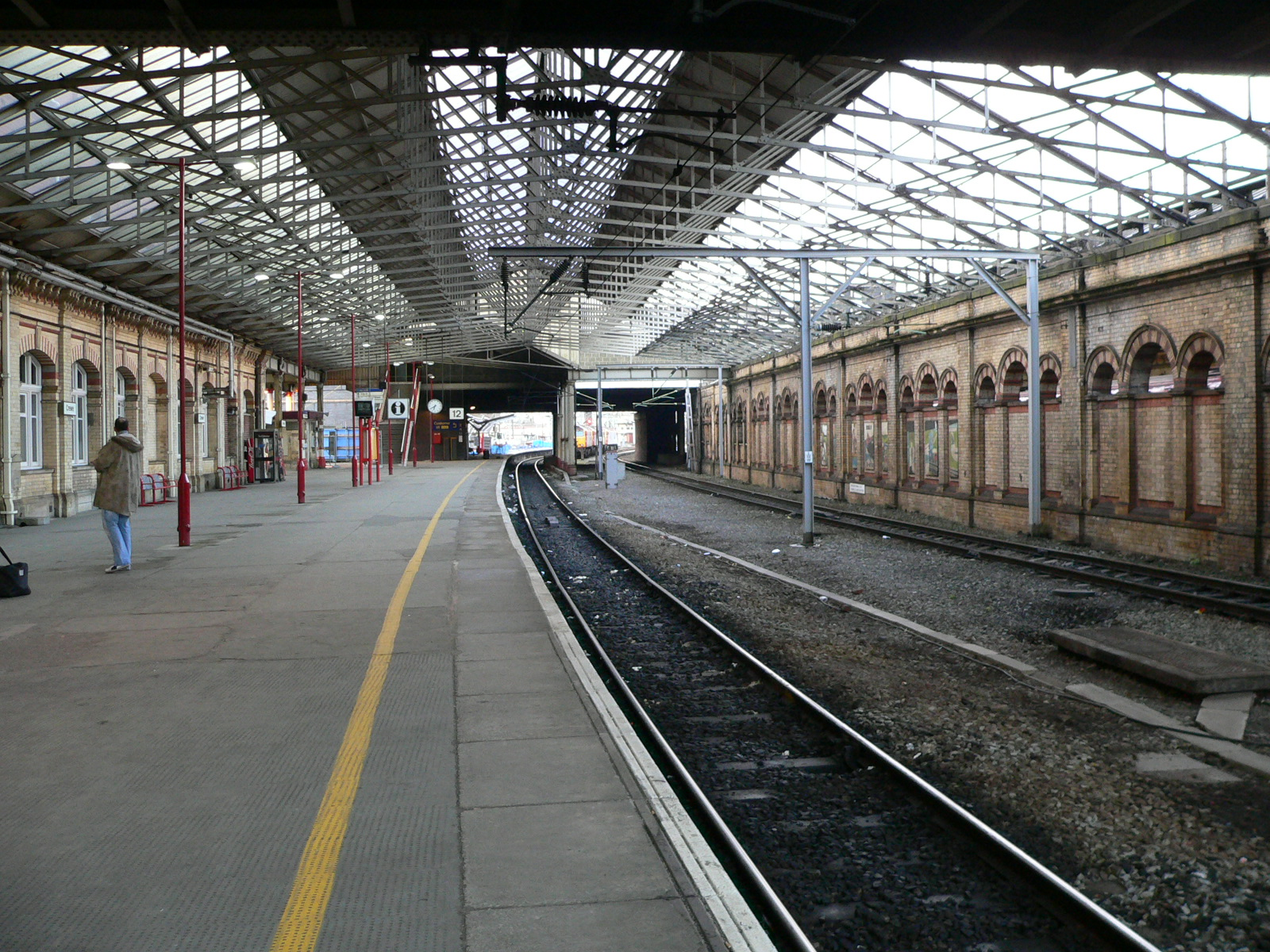
Perrons